# Orlești, Vâlcea
Orlești este satul de reședință al comunei cu același nume din județul Vâlcea, Oltenia, România.

## Personalități
- Emilian Popescu (1928 - 2020), teolog, istoric, membru de onoare al Academiei Române

 Acest articol despre o localitate din județul Vâlcea este deocamdată un ciot. Puteți ajuta Wikipedia prin completarea lui.